# Stadio Ammochostos
Lo stadio Ammochostos (in greco Γήπεδο 'Αμμόχωστος') è un impianto sportivo polivalente cipriota situato a Larnaca, usualmente utilizzato come stadio di calcio.
Inaugurato nel 1992, lo stadio è così intitolato a ricordo della città di Famagosta (Αμμόχωστος; Ammochostos), sede originale della società polisportiva Nea Salamis Famagosta del quale la squadra di calcio ne è sezione, costretta a trasferirsi a causa dell'occupazione turca nel nord dell'isola dopo l'invasione turca di Cipro del 1974.
L'impianto ha un terreno di gioco con superficie in erba naturale e due tribune, la principale parzialmente coperta, con una capacità complessiva di 5 500 posti, e utilizzato come terreno di gioco per le partite casalinghe del Nea Salamis e dell'Alkī Oroklini nel campionato nazionale. Inoltre venne più volte utilizzato in eventi sportivi internazionali, nell'anno dell'inaugurazione come sede della finale dell'edizione 1992 del campionato europeo di calcio Under-16, inoltre è uno degli impianti scelti per disputare incontri della Cyprus Cup, torneo a invito riservato a nazionali di calcio femminile che si tiene con cadenza annuale.